# Аристи, Фернандо
Ферна́ндо Ари́сти (исп. Fernando Arizti; 11 октября 1828 — 23 апреля 1888) — кубинский пианист и музыкальный педагог.
Учился музыке на Кубе у обосновавшегося здесь французского педагога Хуана Федерико Эдельмана, затем с 1842 г. в Париже у Ф. В. Калькбреннера. Концертировал в Испании вместе со своим соотечественником Пабло Девернином (в частности, выступив перед королевой Изабеллой II). В 1848 г. вернулся на Кубу и посвятил себя педагогической деятельности: среди его учеников, в частности, Николас Руис Эспадеро. Дом Аристи был одним из основных центров музыкальной жизни Гаваны. Оставил немногочисленные оригинальные сочинения — в том числе Фантазию для фортепиано и Мелодию для скрипки.
Дочь Аристи Сесилия Аристи Собрино стала известным композитором.